# Loimaa (Verwaltungsgemeinschaft)

Lage der Verwaltungsgemeinschaft Loimaa in Finnland

Die Verwaltungsgemeinschaft Loimaa (finnisch Loimaan seutukunta) ist eine von fünf Verwaltungsgemeinschaften (seutukunta) der finnischen Landschaft Varsinais-Suomi. Zu ihr gehören die namensgebende Stadt Loimaa und deren ländlich geprägtes Umland.
Zur Verwaltungsgemeinschaft Loimaa gehören folgende sechs Städte und Gemeinden:
- Aura
- Koski Tl
- Loimaa
- Marttila
- Oripää
- Pöytyä